# Ширий Андрій Володимирович
Андрі́й Володи́мирович Ширий — солдат Збройних сил України.

## Нагороди
За особисту мужність і героїзм, виявлені у захисті державного суверенітету та територіальної цілісності України, вірність військовій присязі під час російсько-української війни нагороджений
- орденом «За мужність» III ступеня (4.12.2014)